# Глобалистика
Глобали́стика — междисциплинарная форма знания в области международных отношений и мировой политики, которая стремится преодолеть кризис гуманитарных наук, разделённых часто непреодолимой специализацией и трансформацией предметов исследования под воздействием процессов, происходящих в современном мире.

## Сущность
Глобалистика выступает как аналитическая дисциплина пока ещё с размытыми контурами своего предмета исследования. Отсюда многоголосие исследователей, отдающие приоритет в глобалистике, соответственно, политике, экономике, социологии или культуре
- Глобалистика выявляет сущность, тенденции и причины процессов глобализации, других глобальных процессов и проблем, поиск путей утверждения позитивных и преодоления негативных для человека и биосферы последствий этих процессов.

Термин «глобалистика» также употребляется для обозначения совокупности научных, философских, культурологических и прикладных исследований различных аспектов глобализации и глобальных проблем, включая полученные результаты таких исследований и практическую деятельность по их реализации в экономической, социальной, политической сферах. В последнее время как отдельное направление также развивается экологическая глобалистика.  Глобалистика рождена интеграционными процессами, характерными для современной науки и представляет собой сферу исследования и познания, где различные научные дисциплины и философия взаимодействуют друг с другом, каждая с позиции своего предмета и метода.
А. Н. Чумаков считает, что глобалистика интегрирует науку и практику для адекватного понимания и решения проблем в современном мире, он подчеркивает, что объект и понятийный аппарат глобалистики 
 только в определенной мере (на философско-методологическом уровне) будет единым, в остальном же он оказывается «размытым» по отдельным наукам, причастным к соответствующим исследованиям. А если говорить о методах или целях глобалистики, то, помимо определения каких-то базовых подходов, придется заняться перечислением не только отдельных наук и их вклада в исследование соответствующих проблем, но и выявлением того, каким образом в глобалистике задействованы философия, культурология, политика, идеология, что делает решение такой задачи заведомо практически невыполнимым.
 Он говорит о «зарубежной» и «российской» составляющих глобалистики, а в рамках последней выделяет несколько направлений исследований, в частности, философско-методологическое, социоприродное, культурологическое.

## История
Первые попытки осмыслить нарождающиеся мировые тенденции и вызванные ими принципиально новые, общечеловеческие проблемы, относятся к XIX веку. Среди них: Идеи Т. Мальтуса о естественном регулировании численности населения, рассуждения И. Канта о вечном мире, эволюционные идеи и размышления о происхождении человека Ж. Ламарка, универсалистские взгляды К. Маркса и Ф. Энгельса, изложенные ими в «Манифесте коммунистической партии» и ряде других работ.
Однако как самостоятельное научное направление стала складываться в 60-е годы XX века. В это время наблюдалось обострение экологической обстановки, отразившее сложность, многообразие и динамичность эпохи, её технократический, сциентистский характер
Формирование глобалистики можно разделить на 4 этапа:
1. Конец 1960-х — начало 1970-х годов. Этот этап был посвящён изучению отдельных глобальных проблем и не объединял их в целостную систему.
2. Вторая половина 1970-х годов. Становление важнейших теоретических направлений и определение рамок объекта исследования.
3. 1980-е года. Осуществление попыток практических действий, принцип: «Думать глобально, действовать локально».
4. Рубеж 1980-х — 1990-х годов. Особенно остро встают проблемы обеспечения безопасности, развивается политическая глобалистика. Важной вехой периода стала Конференция ООН по окружающей среде и развитию (1992 г.), на которой была выдвинута концепция устойчивого развития.

В то время, когда глобалистика ещё не сформировалась как область научного знания, важный вклад в неё внесли такие ученые, как: В. И. Вернадский, П. Тейар де Шарден, К. Ясперс, К. Э. Циолковский и другие.
С конца XX века в глобалистике наметилась ярко выраженная тенденция, в соответствии с которой внимание ученых, исследователей и политиков стало смещаться от отдельных глобальных проблем к процессам глобализации и росту взаимозависимости различных стран и народов. Также на первый план выдвинулись вопросы международного терроризма, различия в социально-экономическом развитии отдельных регионов планеты и установления нового мирового порядка. Причиной тому стал не вполне удовлетворительный предыдущий опыт осознания и преодоления отдельных глобальных проблем, а также стремление выяснить фундаментальные причины их появления и нарастающую угрозу, которую они представляют. Спектр глобальных исследований все больше стал смещаться от естественно-научных изысканий, к социальной проблематике и выявлению роли человека в глобальных процессах.
Во второй половине 1990-х годов мировое сообщество в основном оправилось от кардинальных перемен, вызванных распадом социалистической системы, и занялось осмыслением новой ситуации. Именно тогда и пришла «вторая волна» интереса к глобалистике, которая обрела как бы «второе дыхание» за счет активного осмысления процессов глобализации.
Первые два десятилетия XXI века прошли под знаком пристального внимания к процессам глобализации, которая стала основной темой в глобалистике.